# Carlos Ward

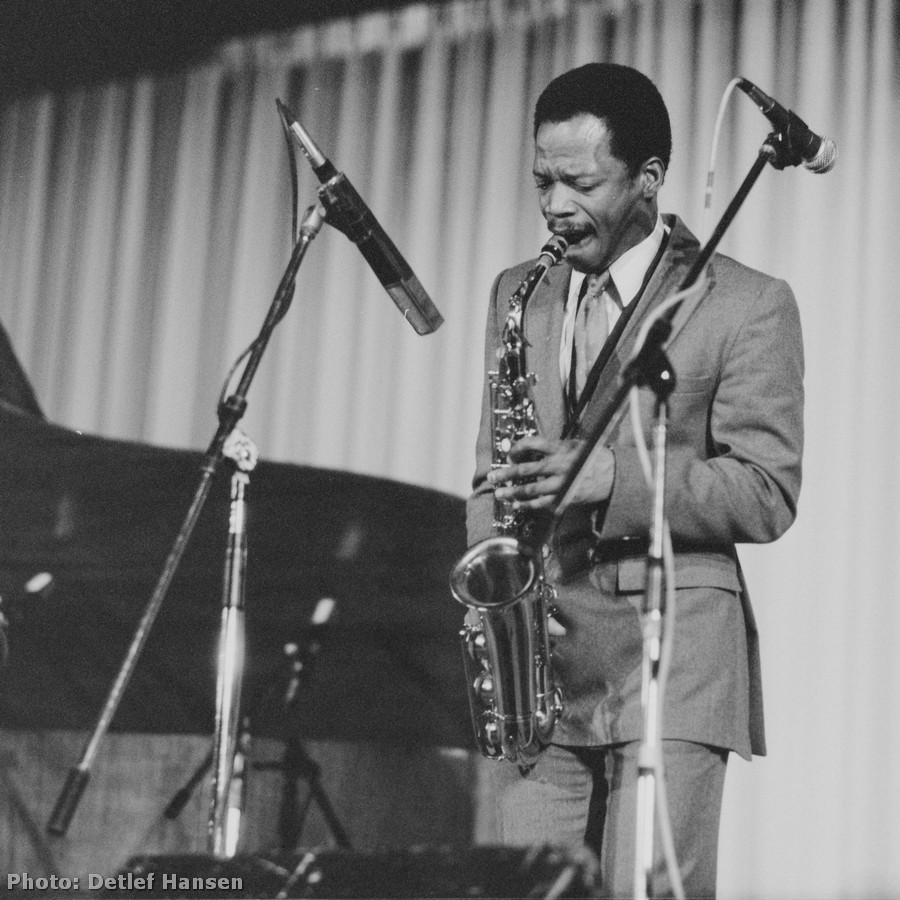
En Essen, en 1985, en una actuación de A. Ibrahim

Carlos Ward (Ancón, 1 de mayo de 1940) es un músico panameño de jazz, saxofonista alto y flautista; toca también el saxo tenor.
Su primer instrumento fue el clarinete, que tocaba a la edad 13 años, mientras vivió en Seattle, Washington. Más tarde se apuntó a la Navy School of Music (Escuela de Música de la Marina), y, cuando estaba destinnado en Alemania, trabajó con Albert Mangelsdorff.
El primer trabajo importante de Ward fue con John Coltrane, en 1965 y 1966, aunque no apareció en ningún disco. Tuvo después una larga asociación con Don Cherry: desde The Third World (El Tercer Mundo)(también con Abdullah Ibrahim) hasta su aparición como solista en la grabación de Cherry, Relativity Suite de 1973, para la banda Nu, durante los ochenta y más allá.
Su dueto con el pianista Abdullah Ibrahim también ha sido significativo para su carrera. Su aparición en el festival de Bracknell de 1982, se ha descrito como "delicado, conmovedor, austero… conjurando una resonancia del tono más simple" .
Ward fue miembro del grupo de Cecil Taylor, en el período inmediatamente después de la muerte de Jimmy Lyons, en 1986.
También era un miembro del proyecto de Ed Blackwell (The Ed Blackwell Project), y condujo su propio cuarteto en 1987.